# Glandorf, Osnabrück
Glandorf là một đô thị của huyện Osnabrück, bang Niedersachsen, Đức. Đô thị này có diện tích 59,88 km². Đô thị này nằm gần rừng Teutoburg, 24 km về phía nam của Osnabrück. 
Đô thị Glandorf gồm các khu vực dân cư Averfehrden (trước đây là Narendorf), Schierloh, Schwege, Sudendorf, Westendorf, và Laudiek.